# Krome Studios Melbourne
Krome Studios Melbourne, tiền thân là Beam Software, là một studio phát triển trò chơi điện tử được thành lập vào năm 1978 và có trụ sở tại Melbourne, Úc. Studio hoạt động độc lập từ năm 1988 cho đến năm 2000, thì được mua lại bởi hãng Infogrames, rồi đổi tên thành Melbourne House. Năm 2006 studio đã được bán cho Krome Studios.
Cái tên Beam là cách viết gọn những chữ cái đầu của các sáng lập viên: Alfred Milgrom và Naomi Besen.

## Lịch sử

### Kỷ nguyênmáy tính gia đình
Vào những năm đầu thành lập, hai trong số các chương trình của Beam là những dấu mốc lịch sử trong thể loại tương ứng của mình. The Hobbit, một game phiêu lưu bằng chữ năm 1982 của Philip Mitchell và Veronika Megler, đã bán được hơn một triệu bản. Nó sử dụng một cú pháp tiên tiến của Stuart Richie và có yếu tố thời gian thực. Thậm chí nếu người chơi không nhập vào dòng lệnh thì câu chuyện vẫn sẽ diễn ra. Game đối kháng hai người chơi năm 1985 của Greg Barnett The Way of the Exploding Fist đã giúp định nghĩa thể loại game song đấu một chọi một trên máy tính gia đình. Trò chơi đã đạt danh hiệu Best Overall Game tại giải thưởng Golden Joystick Awards, với công ty cũng đón nhận danh hiệu Best Software House.
Năm 1988 hãng phát hành của Beam, công ty mẹ Melbourne House được bán lại cho Mastertronic với giá 850.000 euro. Những tựa game sau này được phát hành thông qua các hãng phát hành khác nhau. Các game song đấu năm 1988 gồm Samurai Warrior và Fist +, phần thứ ba trong dòng game Exploding Fist, được phát hành qua nhãn hiệu Firebird của Telecomsoft. Năm 1988 còn chứng kiến việc phát hành trò shoot'em-up ngoài không gian mang tên Bedlam, do GO! phát hành, một trong những nhãn hiệu của U.S. Gold và The Muncher do Gremlin Graphics phát hành.

### Chuyển sang console và PC
Năm 1987 Nintendo đã cấp giấy phép của nhà phát triển dành cho hệ máy NES và Beam đã phát triển những tựa game trên nền tảng đó cho các nhà phát hành Mỹ và Nhật Bản. Nhắm đến đối tượng khán giả Úc, phát hành các game như Aussie Rules Footy và International Cricket cho hệ máy NES đã chứng minh sự thành công. Năm 1991 họ cho phát hành bản gốc của game Nightshade (trò chơi điện tử 1991), một trò chơi hài hước về siêu anh hùng hắc ám. Tựa game này có nghĩa đây là phần đầu tiên trong một dòng game, nhưng không có phần tiếp theo chưa bao giờ thực hiện, thế nhưng nó lại đóng vai trò như là cơ sở cho Shadowrun.
Năm 1993 họ cho phát hành trò Shadowrun, với một hệ thống đối thoại sáng tạo bằng cách sử dụng sự thâu tóm các từ khóa có thể được sử dụng trong các cuộc hội thoại tiếp theo để bắt đầu những nhánh mới trong cây đối thoại. Vào giữa đến thập niên 90, Melbourne House đạt được thành công hơn nữa với tựa game PC Krush Kill 'n' Destroy (KKnD), và các phần tiếp theo là KKND Xtreme và KKnD2: Krossfire. Rủi thay, họ phát hành bản KKnD2 ở Hàn Quốc trước khi phát hành tại các thị trường Mỹ và châu Âu, và các phiên bản lậu của trò chơi đã có sẵn trên mạng Internet trước khi nó hiện diện trong các cửa hàng bên Mỹ. Họ còn là nhà phát triển phiên bản 32-bit của Norse By Norse West: The Return of the Lost Vikings cho hệ máy Sega Saturn, PlayStation và PC vào năm 1996. Họ cũng giúp sản xuất các game SNES như WCW SuperBrawl Wrestling, Super Smash TV và một phiên bản cập nhật của International Cricket mang tên Super International Cricket. Hãng đã chuyển thể game Bug! trên Sega Saturn sang cho Windows 3.x vào tháng 8 năm 1996.
Năm 1998 chứng kiến sự trở lại của game nhập vai với Alien Earth, một lần nữa được thể hiện dưới dạng cây đối thoại. Cũng vào năm 1998, studio đã phát triển các game đua xe như DethKarz và GP500. Năm 1999 Beam Software được hãng Infogrames mua lại và đổi tên thành Infogrames Melbourne House.

### Thập niên 2000
Họ tiếp tục thắt chặt danh tiếng như là một nhà phát triển game đua xe với Test Drive: Le Mans và Looney Tunes: Space Race (dành cho cả hệ máy Dreamcast và PlayStation 2), tiếp theo là trò Grand Prix Challenge gây ấn tượng sâu sắc về mặt kỹ thuật (PlayStation 2), trước một sự mạo hiểm đầy tai hại vào tựa game bắn súng góc nhìn thứ ba Men in Black II: Alien Escape (PlayStation 2, GameCube).
Năm 2004 studio đã phát hành game Transformers dành cho hệ máy console PlayStation 2 dựa trên dòng sản phẩm nhượng quyền thương mại hiện thời Transformers Armada của Hasbro. Trò chơi leo lên đứng đầu bảng xếp hạng game PlayStation 2, biến nó trở thành tựa game gần đây thành công nhất của Melbourne House. Studio sau đó đã hoàn thành công việc chuyển thể sang bản PlayStation 2 và PlayStation Portable tựa game Xbox 360 đời kế tiếp của Eden với nhan đề Test Drive: Unlimited.
Vào tháng 12 năm 2005, Atari đã quyết định chuyển đổi từ việc phát triển nội bộ, tìm cách bán các studio của mình, bao gồm cả Melbourne House. Tháng 11 năm 2006 Krome Studios công bố rằng họ đã mua lại Melbourne House từ Atari và studio sẽ được đổi tên thành Krome Studios Melbourne.

## Game khác
- 1998: NBA Action '98 (PC)
- 1997: Caesars Palace (PlayStation)
- 1996: 5 in One Fun Pak (GG); Wildcats (SNES)
- 1995: True Lies (GB, Genesis; SNES); The Dame Was Loaded (PC)
- 1994: WCW: The Main Event (Game Boy); Super Smash TV (GG, SMS); Solitaire FunPak (Game Boy); Cricket '97 Ashes Edition (PC); Radical Rex (SNES)
- 1993: We're Back BC (Game Boy); Agro Soar (Game Boy); The Simpsons: Itchy & Scratchy in Miniature Golf Madness (Game Boy); Blades of Vengeance (Genesis); NFL Quarterback Club (Game Boy); Radical Rex (Genesis); Super High Impact (Genesis, SNES)
- 1992: T2:The Arcade Game (Game Boy), NBA All-Star Challenge 2 (Game Boy), Tom and Jerry (GB), Super Smash TV (Genesis, SNES), George Foreman's K.O. Boxing (Game Boy)
- 1991: Hunt for Red October (Game Boy), Smash TV (NES), Family Feud (NES), J. R. R. Tolkien's Riders of Rohan (DOS)
- 1990: Back to the Future Part II & III (NES), Dash Galaxy in the Alien Asylum (NES), Boulder Dash (Game Boy), NBA All-Star Challenge (Game Boy), The Punisher (NES)
- 1989: Back to the Future (NES)
- 1988 Samurai Warrior: The Battles of Usagi Yojimbo 
[6]